# 合衆国艦隊
合衆国艦隊（がっしゅうこくかんたい、United States Fleet）は、1922年から1945年まで存在したアメリカ海軍の組織である。

## 設立
合衆国艦隊は、1922年12月6日に太平洋艦隊と大西洋艦隊を統合し、編成された。主な部隊は以下の通り。
- 戦闘艦隊（Battle Fleet） - 司令官は大将ポスト、太平洋方面担当
- 偵察艦隊（Scouting Fleet） - 司令官は中将ポスト、大西洋方面担当
- 艦隊基地部隊（Fleet Base Force）- 司令官は少将ポスト、太平洋方面担当
- 制海部隊（Control Force） - 司令官は少将ポスト、大西洋方面担当

長は合衆国艦隊司令長官（がっしゅうこくかんたいしれいちょうかん Commander in Chief, United States Fleet、略称CINCUS）で、海軍長官の全般的指示と海軍作戦部長の一般的指示は受けるが大統領の直属組織とされ、スペシャルサービス戦隊（Special Service Spuadron、カリブ海方面）、アジア艦隊（Asiatic Fleet、アジア・フィリピン・グアム方面）、潜水艦を除く全アメリカ海軍艦艇の指揮権を有していた。
1930年に潜水艦隊（Submarine Force）が合衆国艦隊の指揮下となり、1931年にコントロールフォースが廃止された。

## 再編成
1938年にフランクリン・D・ルーズベルト大統領はナチス・ドイツの台頭に備え合衆国艦隊に大西洋分艦隊（司令官は少将ポスト。後に哨戒部隊と改称）を増設、巡洋艦7隻・駆逐艦7隻をこれに充てた。翌1939年の第二次世界大戦の勃発により、1940年7月に海軍大増強法案の両洋海軍法案（Two Ocean Navy Act）が可決し、大西洋方面に旧式戦艦4隻・航空母艦2隻が増加された。
1941年2月に合衆国艦隊を太平洋艦隊と大西洋艦隊（哨戒部隊が昇格）に分割して、常設職としての合衆国艦隊司令長官を廃止し、この両艦隊とアジア艦隊の地域別3艦隊に再編成されて、地域別艦隊は海軍省の下に置かれた。合衆国艦隊は管理単位としてのみ存在し、合衆国艦隊司令長官は、地域別艦隊が2つ以上一緒に行動する時に、地域別の3艦隊司令長官の中から任命されることになった。この再編に当たって、ルーズベルト大統領が命じた合衆国艦隊のハワイ真珠湾常駐命令に反対し、米本土サンディエゴに駐留させるよう主張していた合衆国艦隊司令長官ジェームズ・O・リチャードソン大将はルーズベルトの逆鱗にふれて解任され、少将に戻された。地域別3艦隊の中で最大の兵力を持つ太平洋艦隊司令長官（Commander in Chief, Pacific Fleet: CINCPAC）には、戦闘部隊巡洋艦群司令官（Commander of Cruisers, Battle Force: COMCRUBAT）ハズバンド・E・キンメル少将が起用され、キンメルは中将を経ずに大将に昇進。合衆国艦隊司令長官が必要なときにはキンメルが兼務することとなった。4月には援英の為に太平洋艦隊に配備されていた空母「ヨークタウン」・戦艦3・巡洋艦4・駆逐艦2が大西洋艦隊に移され、この状態で太平洋戦争に突入した。

## 第二次大戦中の編成
日本軍の真珠湾攻撃により1941年12月17日キンメル大将は太平洋艦隊司令長官を解任され、少将に戻された。フランク・ノックス海軍長官は合衆国艦隊司令長官の復活をルーズベルト大統領に提言して認められ、大西洋艦隊司令長官（Commander in Chief, Atlantic Fleet: CINCLANT）アーネスト・J・キング大将が起用された。合衆国艦隊司令長官は地域別3艦隊司令長官の上位に置かれて大統領直属となり、沿岸警備艦隊を含む全アメリカ艦艇への指揮権が与えられた。キング大将の提言で、略称のCINCUSが、Sink us（我々を沈めろ!）に通じて縁起が悪いという理由でCOMINCH（コミンチ）に改称された。また、両洋の艦隊を指揮する関係で司令部はワシントンD.C.の海軍省のビルの3階に設置された。
この変更に伴いキング合衆国艦隊司令長官と海軍作戦部長ハロルド・R・スターク大将のどちらが海軍のトップになるか、両人とも相手がトップになるべきだとして齟齬を生じ、スターク海軍作戦部長が1942年3月7日、ルーズベルト大統領に辞任を申し出たため、ルーズベルト大統領は大統領命令で海軍作戦部長をキング合衆国艦隊司令長官に兼任させる事で解決を図り、この時の体制が終戦まで続いた。合衆国艦隊の司令長官は以下の通り。
- 合衆国艦隊司令長官兼海軍作戦部長（COMINCH-CNO）：アーネスト・J・キング大将（1944年12月17日元帥）
- 太平洋艦隊司令長官兼太平洋方面軍最高司令官（CINCPAC-CINCPOA）：チェスター・W・ニミッツ大将（1944年12月19日元帥）
- 大西洋艦隊司令長官（CINCLANT）：ロイヤル・E・インガソル中将（1942年7月1日大将）
- アジア艦隊司令長官（CINCAF）：トーマス・C・ハート (en:Thomas C. Hart) 大将

このうちアジア艦隊は単体で日本海軍と戦える戦力は有しておらず、半数の水上艦を喪失し、1942年2月15日に消滅した。残存艦艇は太平洋艦隊に吸収されたが、ハート大将の階級は退役まで残された。キングの、オランダ海軍のハートに対する仕打ちへの抗議の意味合いが強いとも言われている。
1943年8月に艦隊に艦隊番号を付与して編成を明らかにした。
太平洋艦隊に所属する艦隊には奇数番が付与され、ウィリアム・F・ハルゼー大将指揮の南太平洋艦隊は第3艦隊、レイモンド・A・スプルーアンス大将指揮の中部太平洋艦隊は第5艦隊と改称された。中核となる戦力はマーク・A・ミッチャー中将指揮の空母部隊で、第3艦隊に属する時は第38任務部隊、第5艦隊に属する時は第58任務部隊と呼称された。後にミッチャー中将の交代要員としてジョン・S・マケイン中将が第38任務部隊を指揮するようになった。
南西太平洋海軍部隊を前身とする艦隊は第7艦隊と改称されたが、この艦隊は太平洋艦隊には属さず、南西太平洋方面軍最高司令官（Commander in Chief, Southwest Pacific Area: CINCSWPA）ダグラス・マッカーサー陸軍大将の指揮下に置かれた。1942年3月30日の統合参謀本部決定で太平洋戦線の指揮範囲は太平洋方面と南太平洋方面に分割され、ニミッツ太平洋方面軍最高司令官（Commander in Chief, Pacific Ocean Areas: CINCPOA）とマッカーサー南西太平洋方面軍最高司令官は、いずれも統合参謀本部の下に置かれたが、ニミッツにはキング合衆国艦隊司令長官が、マッカーサーには陸軍参謀総長ジョージ・マーシャル大将が命令を出すこととされ、太平洋艦隊司令長官としてのニミッツには、太平洋方面軍最高司令官としてのニミッツ自身が命令を出すこととされていた。初代第7艦隊司令官はアーサー・S・カーペンダー中将であったが、マッカーサーからキングに2度の更迭要求があり、1943年11月26日にトーマス・C・キンケイド中将に交代された。中核戦力は旧式戦艦6隻と護衛空母16隻の上陸支援部隊で、ノースカロライナ級戦艦以降の戦艦やエセックス級航空母艦といった対艦隊用の新型艦船は配属されていない。
大西洋艦隊に所属する艦隊は偶数番が付与されたが、対Uボート専用の戦術分析部門である第10艦隊はキング大将が司令官職を兼任し、大西洋艦隊には属していなかった。
1944年9月にキング元帥はルーズベルト大統領を説得し合衆国艦隊に副司令長官（Deputy Commander in Chief, U.S. Fleet: DCOMINCH）のポストを増設、合衆国艦隊参謀長だったリチャード・S・エドワード中将を任命した。同時に海軍作戦部に部長と副部長（Vice Chief of Naval Operations: VCNO）の間に次長（Deputy Chief of Naval Operations: DCNO）のポストも増設、この職もエドワード中将が兼任した。

## 大戦後
合衆国艦隊司令部には、参謀長チャールズ・M・クック中将以下、戦後も合衆国艦隊司令長官を存続させるべきだという主張があったが、海軍のトップは海軍作戦部長であるべきだというキング司令長官の主張で1945年10月に廃止され、その機能は海軍作戦部長に吸収された。現在海軍の制服組のトップは海軍作戦部長である。

## 歴代司令長官
全て大将ポスト、キングは1944年に在任中元帥に昇進。
- ヒラリー・P・ジョーンズ 1922～1923
- ロバート・E・クーンツ 1923～1925
- サミュエル・S・ロビンソン 1925～1926
- チャールズ・F・ヒューズ 1926～1927
- ヘンリー・A・ワイリー 1927～1929
- ウィリアム・V・プラット 1929～1930
- エヒュ・V・チェイズ 1930年9月17日～1931年9月15日
- フランク・H・ショフィールド 1931年～1932年
- リチャード・H・リー 1932年～1933年
- デヴィッド・セラー 1933年6月10日～1934年6月18日
- ジョセフ・M・リーヴス 1934年2月26日～1936年6月
- アーサー・J・ヘプバーン 1936年6月24日～1938年
- クロード・C・ブロッホ 1938年～1940年1月6日
- ジェームズ・O・リチャードソン 1940年1月6日～1941年1月5日
- 1941年2月1日付で常設職としては廃止[7]。
- ハズバンド・E・キンメル 1941年2月～1941年12月（必要時に兼任するものとして）
- アーネスト・J・キング 1941年12月30日～1945年10月10日